# Integrierte Landwirtschaft
Integrierte Landwirtschaft ist ein auf den gesamten Betrieb bezogenes Managementsystem, das auf eine nachhaltige Landwirtschaft abzielt.
Es ist ein dynamisches Leitbild, das auf jedem Betrieb und weltweit umgesetzt werden kann. Dazu gehört neben der Beachtung von Details auch die Bereitschaft, sich in allen Betriebsbereichen mithilfe von wissensbasierten Managementprozessen ständig um Verbesserung zu bemühen.
Bei der Integrierten Landwirtschaft werden moderne Werkzeuge und Technologien mit traditionellen Verfahren je nach Standort und Situation bestmöglich kombiniert.

## Definition

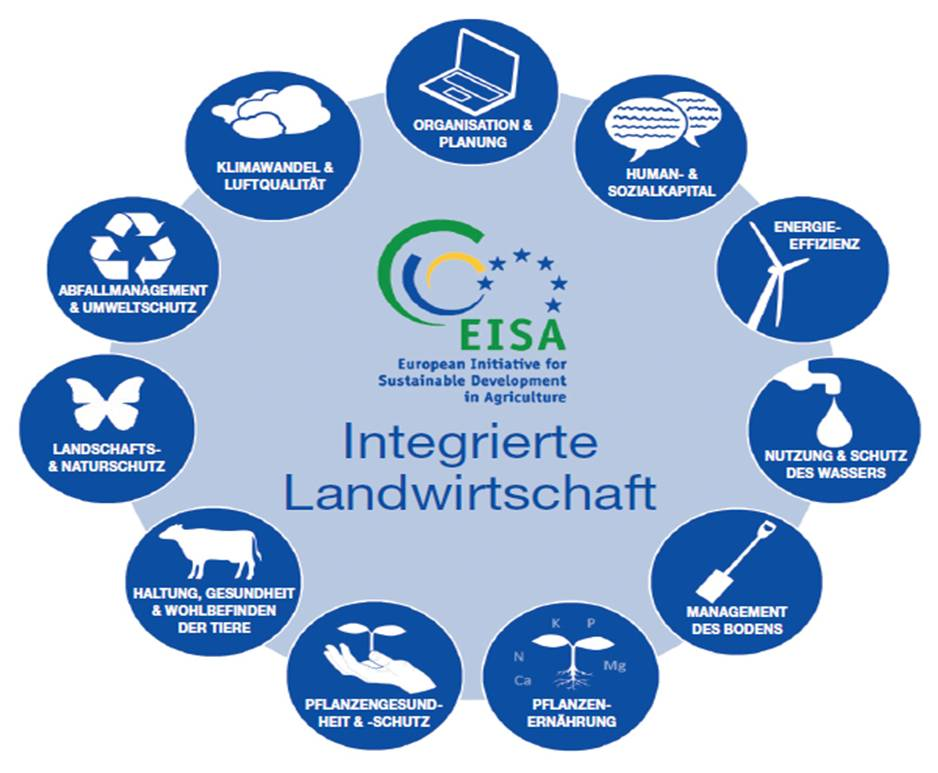
Grafik zu den 11 Kernelementen

Die International Organization for Biological Control (IOBC) definiert beispielsweise die Integrierte Obstproduktion (Integrated Fruit Production – IFP) als eine wirtschaftlich tragfähige Erzeugung von Früchten hoher Qualität, bei der ökologisch unbedenkliche und sichere Pflanzenschutzverfahren vorrangig genutzt werden. Das dient dazu, unerwünschte Nebenwirkungen und den Einsatz von chemischen Pflanzenschutzmitteln so weit wie möglich zu reduzieren und damit die Umwelt sowie die menschliche Gesundheit zu schützen.
Eine besondere Betonung liegt bei der Integrierten Landwirtschaft auf dem ganzheitlichen und systematischen Ansatz mit dem gesamten Betrieb als Einheit, der zentralen Rolle von Agrar-Ökosystemen, ausgewogenen Nährstoffkreisläufen und dem Tierwohl aller gehaltenen Nutztiere.
Die Bewahrung und Verbesserung der Bodenfruchtbarkeit, einer vielgestaltigen Umwelt und die Beachtung ethischer sowie sozialer Kriterien sind dabei essenzielle Bestandteile. Biologische, technische und chemische Methoden werden sorgsam abgewogen und berücksichtigen den Schutz der Umwelt, die Wirtschaftlichkeit und soziale Anforderungen.
Die Europäische Initiative für Nachhaltige Entwicklung in der Landwirtschaft e.V. hat das System Integrierte Landwirtschaft veröffentlicht, in dem weitergehende Erläuterungen zu wesentlichen Elementen gegeben werden. Dazu zählen Organisation & Planung, Human- und Sozialkapital, Energieeffizienz, Nutzung und Schutz des Wassers, Klimawandel und Luftqualität, Management des Bodens, Pflanzenernährung, Pflanzengesundheit und -schutz, Haltung, Gesundheit und Wohlbefinden der Tiere, Landschafts- und Naturschutz sowie Abfallmanagement und Umweltschutz.
LEAF (Linking Environment And Farming) propagiert im Vereinigten Königreich mit Integrated Farm Management ein vergleichbares Modell. Dabei handelt es sich um einen auf den gesamten Betrieb bezogenen Ansatz, der eine nachhaltige Landwirtschaft möglich macht.

## Einordnung

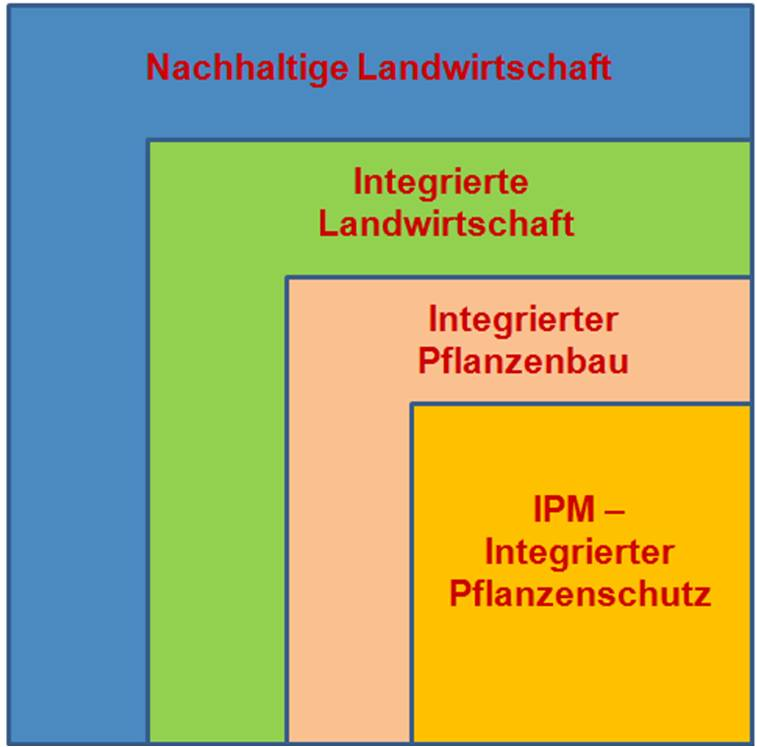
Integrierte Landwirtschaft im Kontext einer nachhaltigen Landwirtschaft

Für die Ernährungs- und Landwirtschaftsorganisation der Vereinten Nationen FAO ist der Integrierte Pflanzenschutz die bei dem Schutz der Kulturpflanzen zu bevorzugende Strategie. Danach ist der Integrierte Pflanzenschutz (IP oder IPM – Integrated Pest Management) eine wesentliche Säule der nachhaltigen Intensivierung der pflanzlichen Erzeugung und trägt dazu bei, mit dem Einsatz von chemischen Pflanzenschutzmitteln möglicherweise verbundene Risiken zu vermindern. Er ist damit ein Kernelement des Integrierten Pflanzenbaus, der selbst ein entscheidendes Element der Integrierten Landwirtschaft als Leitbild einer nachhaltigen Landwirtschaft ist.
Keller weist darauf hin, dass der Integrierte Pflanzenbau nicht als Kompromiss zwischen unterschiedlichen Produktionssystemen in der Landwirtschaft zu verstehen ist. Der Begriff steht vielmehr für ein Produktionssystem, das auf einer zielorientierten und fortlaufenden Entwicklung aller Erfahrungen, Erkenntnisse und Verfahren beruht, die in der sogenannten konventionellen Landwirtschaft zur Verfügung stehen. Dabei fließen nicht nur fortlaufend neue wissenschaftliche Erkenntnisse, sondern auch Denkanstöße aus dem ökologischen Landbau mit ein.

## Geschichte
Der Integrierte Pflanzenschutz vermittelt den Einstieg in eine ganzheitliche Herangehensweise an die landwirtschaftliche Erzeugung. Schon ab dem Ende der 1950er Jahre fand dieser Ansatz im Obstbau zunehmende Beachtung. Diese Entwicklung war dem zu dieser Zeit als überintensiv empfundenen Einsatz chemischer Pflanzenschutzmittel geschuldet. In der Folgezeit wurde dieser Ansatz im Pflanzenschutz weltweit aufgegriffen und an die verschiedenen Anbaubedingungen und Kulturpflanzen angepasst. Auf Basis der so gesammelten Erkenntnisse und Erfahrungen erfolgte über den Pflanzenschutz hinaus ab den [19]80er Jahren zunehmend auch die Entwicklung von Ansätzen und Modellen für den Integrierten Pflanzenbau. Dabei unterblieb zunächst aber die Verknüpfung von Pflanzenproduktion und Tierproduktion weitgehend.
In den Folgejahren wurde eine Reihe nationaler und regionaler Initiativen und Projekte gegründet. Dazu zählen etwa LEAF (Linking Environment And Farming) in England, die FNL (Fördergemeinschaft Nachhaltige Landwirtschaft e.V.) in Deutschland, FARRE (Forum des Agriculteurs Responsables Respectueux de l’Environnement) in Frankreich, die FILL (Fördergemeinschaft Integrierte Landbewirtschaftung Luxemburg) oder auch OiB (Odling i Balans) in Schweden. Allerdings gibt es so gut wie keine Zahlen zu der Verbreitung des Integrierten Pflanzenbaus oder des Integrierten Landbaus in der europäischen Landwirtschaft. Das führte im Februar 2014 zu der Empfehlung des Europäischen Wirtschafts- und Sozialausschusses, seitens der EU der Stand der Integrierten Produktion in der Landwirtschaft Europas detailliert zu analysieren, um so neben der aktuellen Situation auch das weitere Entwicklungspotenzial zu ermitteln. Allerdings sind Hinweise verfügbar, dass in Deutschland zum Beispiel bereits 1999 zwischen 60 und 80 % aller Kern-, Stein- und Beerenfrüchte entsprechend den Leitlinien der Integrierten Produktion angebaut, kontrolliert und vermarktet wurden. Aus dem Vereinigten Königreich liegen Zahlen vor, nach denen 22 % allen Frischobstes und Gemüses entsprechend der Standards zur Integrierten Landwirtschaft erzeugt werden, wie sie von dem Zertifizierungsschema LEAF Marque vorgegeben werden.
Nutztierhaltung und Integrierter Pflanzenbau sind oft zwei Betriebszweige eines landwirtschaftlichen Unternehmens. Dazu wurde schon 1998 festgestellt, dass die Erzeugung von Produkten tierischen Ursprungs in der Landwirtschaft bei einer ganzheitlichen Herangehensweise nicht unabhängig von der Pflanzenproduktion betrachtet werden kann, da der Zusammenhang im System eine direkte Verflechtung der beiden Betriebszweige bedingt. Eine isolierte Betrachtung oder gar Loslösung der Haltung von Nutztieren von der genutzten Fläche und ein damit gegebenenfalls einhergehender überhöhter Tierbesatz ist nach den genannten Autoren mit den Grundsätzen und Zielen des Integrierten Landbaus nicht vereinbar. Entsprechend werden ganzheitliche Konzepte für die Integrierte Landwirtschaft wie das EISA „System Integrierte Landwirtschaft“, die Pflanzenbau und Tierhaltung ganzheitlich betrachten, zunehmend und weltweit als Leitbild einer nachhaltigen Landwirtschaft propagiert und umgesetzt.
Im Hinblick auf die zum Teil kontrovers diskutierte Zielstellung einer ‚nachhaltigen Intensivierung‘ der Landwirtschaft wird die Ressourceneffizienz heute immer wichtiger. Dabei gilt, dass die Umweltwirkungen der Landwirtschaft deutlich davon abhängen, wie effizient alle eingesetzten Produktionsmittel genutzt werden. Das gilt etwa für den Input pro kg Output, für den Output, der mit jedem kg Input erzielt wird und gleichermaßen für den Output pro Flächeneinheit. Dabei gilt der Faktor Fläche angesichts der stetig weiter wachsenden Weltbevölkerung als eine zunehmend knappe Ressource. Die Effizienzparameter geben deshalb wichtige Hinweise dazu, wie die Effizienz und die Umweltwirkungen von landwirtschaftlichen Produktionssystemen bewertet werden können und wo entsprechende Ansätze zur Verbesserung bestehen. Auf die Notwendigkeit, die weitere Entwicklung auch im Kontext der jeweils umgebenden Landschaften zu sehen und zu bewerten, weist ein Positionspapier der DFG-Senatskommission für Agrarökosystemforschung aus 2014 hin.
Vor diesem Hintergrund werden auch die Dokumentation, Zertifizierungsschemata und betriebliche Audits wie etwa LEAF Marque im Vereinigten Königreich und 33 weiteren Ländern weltweit immer wichtigere Werkzeuge, um landwirtschaftliche Praktiken zu bewerten und weiter zu verbessern. Auch wenn sie anstelle der ganzheitlichen Betrachtung landwirtschaftlicher Betriebe auf einzelne Produkte ausgerichtet sind, verfolgen die Prinzipien und Praktiken von SAI Platform und Global GAP ähnliche Ansätze.

## Ziele

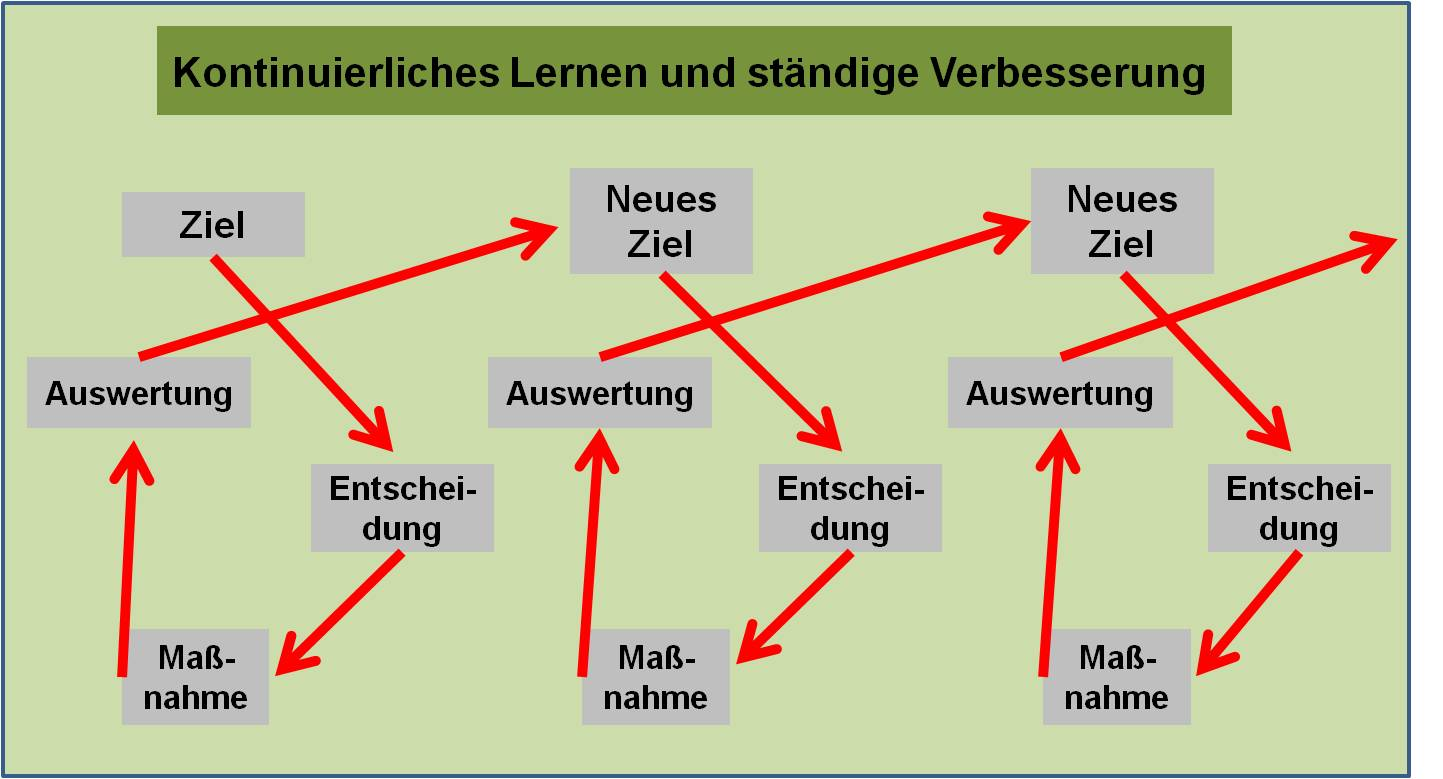

Integrierte Landwirtschaft basiert auf der Aufmerksamkeit für Details, fortlaufenden Verbesserungen und einer verantwortlichen Nutzung aller verfügbaren Ressourcen.
Da dieses Leitbild an der nachhaltigen Entwicklung ausgerichtet ist, werden die drei zugrunde liegenden Dimensionen „ökonomische Entwicklung“, „soziale Entwicklung“ und „Schutz der Umwelt“ bei der Umsetzung der Integrierten Landwirtschaft sorgsam beachtet. Allerdings gilt nach Überzeugung von EISA, dass die wirtschaftliche Tragfähigkeit des Produktionsverfahrens für die landwirtschaftlichen Betriebe eine unverzichtbare Voraussetzung darstellt, denn erst ein wirtschaftlicher Erfolg ermöglicht auch Investitionen in allen anderen Bereichen einschließlich der Maßnahmen zum Schutz und zur Förderung von Natur und Artenvielfalt, wie sie in dem EISA System Integrierte Landwirtschaft beschrieben sind.
Als sehr stark auf Management und Planung basierendes Konzept umfasst Integrierte Landwirtschaft den regelmäßigen Abgleich der erreichten Ergebnisse mit den zuvor festgelegten Zielen.
So liegt ein klares Augenmerk des EISA Systems Integrierte Landwirtschaft beispielsweise darauf, dass sich die Landwirte der eigenen Ergebnisse bewusst sind. Indem sie regelmäßig ihre Ergebnisse auf den Prüfstand stellen, wächst die Kenntnis über die erzielten Leistungen ebenso wie das Wissen über noch verbleibende Defizite. Durch die Beachtung von Details können Betriebsleiter so gleichzeitig Verbesserungen bei der Bewirtschaftung und bei den ökonomischen Ergebnissen erreichen. Nach entsprechenden Erfahrungen in England weist die Organisation LEAF darauf hin, dass dort durch einen verringerten, jeweils an den tatsächlichen Bedarf angepassten Einsatz von Dünge- und Pflanzenschutzmitteln pro Betrieb und Jahr zwischen 2.000,- und 10.000 englische Pfund eingespart werden konnten.

## Verbreitung
Nach den ersten Entwicklungsschritten in den 1950er Jahren wurden weltweit Ansätze für den Integrierten Pflanzenschutz, den Integrierten Pflanzenbau, die Integrierte Produktion und die Integrierte Landwirtschaft entwickelt, etwa in Deutschland, der Schweiz, den USA, Australien und Indien. Da die Umsetzung des generellen Leitbilds der Integrierten Landwirtschaft jeweils an die Situation und den Standort angepasst erfolgen soll, statt starren Regeln zu folgen, ist dieses Leitbild nicht nur theoretisch global umsetzbar, sondern es wird bereits in unterschiedlichem Umfang weltweit genutzt.

## Kritik
Von Umweltverbänden wird Kritik an diesem Leitbild geäußert. Das liegt zum Teil darin begründet, dass es in Europa zwar Richtlinien für den ökologischen Landbau (wie etwa Verordnung Nr. 834/2007 oder den neuen Entwurf von 2014) gibt, aber noch keine vergleichbaren Präzisierungen oder Regelungen für die Integrierte Landwirtschaft entwickelt worden seien. Während damit die ökologische Landwirtschaft und z. B. das deutsche Biosiegel gesetzlich geschützt sind, hat die EU-Kommission es bislang nicht in Erwägung gezogen, an einer vergleichbaren Rahmenrichtlinie zu einem Leitbild „Integrierte Landwirtschaft“ zu arbeiten. Wenn also Erzeugnisse als aus „Kontrollierter Integrierter Produktion“ stammend ausgewiesen und vermarktet werden, dann beruhen die entsprechenden Kontrollmechanismen und Qualitätssiegel nicht auf nationalen oder europäischen Richtlinien, sondern wurden von privaten Organisationen und Qualitätsschemata wie etwa LEAF Marque begründet.